# Yves Lampaert
Yves Lampaert (Izegem, 10 d'abril de 1991) és un ciclista belga, professional des del 2013. Actualment corre a l'equip Quick-Step Floors. En el seu palmarès destaca el campionat nacional de contrarellotge sub-23 del 2012 i, els Tres dies de Flandes Occidental de 2015 i l'A través de Flandes de 2017. El mateix 2017 va guanyar una etapa a la Volta a Espanya. El 2018 fou el primer en revalidar la victòria a l'A través de Flandes.

## Palmarès
- 2012
  -  Campió de Bèlgica sub-23 en contrarellotge
  - Campió de Flandes Occidental en ruta sub-23
  - Campió de Flandes Occidental en contrarellotge sub-23
  - Vencedor d'una etapa dels Dos dies de Gaverstreek
  - 2n a la París-Roubaix sub-23
- 2013
  - 1r al Grote Prijs van de Stad Geel
- 2014
  - 1r a l'Arnhem Veenendaal Classic
- 2015
  - 1r als Tres dies de Flandes Occidental i vencedor d'una etapa
  - Vencedor d'una etapa de la Ster ZLM Toer
- 2016
  -  Campió del món en contrarellotge per equips
- 2017
  -  Campió de Bèlgica en contrarellotge
  - 1r a l'A través de Flandes
  - 1r a la Gullegem Koerse
  - Vencedor d'una etapa a la Volta a Espanya
- 2018
  -  Campió del món en contrarellotge per equips
  -  Campió de Bèlgica en ruta
  - 1r a l'A través de Flandes
- 2019
  - 1r a la Volta a Eslovàquia
  - 1r a la Gullegem Koerse
  - Vencedor d'una etapa a la Volta a Suïssa
- 2020
  - 1r als Tres dies de Bruges-De Panne
- 2021
  -  Campió de Bèlgica en contrarellotge
  - Vencedor d'una etapa a la Volta a la Gran Bretanya
- 2022
  - Vencedor d'una etapa a la Volta a Bèlgica
  - Vencedor d'una etapa al Tour de França
- 2024
  - Vencedor d'una etapa a la Volta a Suïssa

### Resultats a la Volta a Espanya
- 2016. 113è de la classificació general
- 2017. 136è de la classificació general. Vencedor d'una etapa

### Resultats al Tour de França
- 2018. 80è de la classificació general
- 2019. 133è de la classificació general
- 2022. 120è de la classificació general. Vencedor d'una etapa  Porta el mallot groc durant 1 etapa
- 2023. 104è de la classificació general